# Glasgow (Kentucky)
Glasgow is een plaats (city) in de Amerikaanse staat Kentucky, en valt bestuurlijk gezien onder Barren County.

## Demografie
Bij de volkstelling in 2000 werd het aantal inwoners vastgesteld op 13.019.
In 2006 is het aantal inwoners door het United States Census Bureau geschat op 14.107, een stijging van 1088 (8,4%).

## Geografie
Volgens het United States Census Bureau beslaat de plaats een oppervlakte van
38,2 km², geheel bestaande uit land.

## Plaatsen in de nabije omgeving
De onderstaande figuur toont nabijgelegen plaatsen in een straal van 28 km rond Glasgow.